# Condado de Calhoun (Arkansas)
El condado de Calhoun (en inglés: Calhoun County), fundado en 1850, es un condado del estado estadounidense de Arkansas. En el año 2000 tenía una población de 5744 habitantes con una densidad poblacional de 3.53 personas por km². La sede del condado es Hampton.

## Geografía
Según la Oficina del Censo, el condado tiene un área total de 1639 km² (632,8 mi²), de la cual 1627 km² (628,2 mi²) es tierra y 10 km² (3,9 mi²) es agua.

### Condados adyacentes
- Condado de Dallas (norte)
- Condado de Cleveland (noroeste)
- Condado de Bradley (este)
- Condado de Union (sur)
- Condado de Ouachita (oeste)

### Ciudades y pueblos
- Hampton
- Harrell
- Thornton
- Tinsman

## Principales carreteras
- U.S. Highway 79
- U.S. Highway 167
- U.S. Highway 278
- Carretera 4
- Carretera 160